# Eliana Sabino
Eliana Sabino (Belo Horizonte, ) é uma tradutora e escritora brasileira.
Sob a influência pai, o escritor Fernando Sabino, começou a escrever para crianças e jovens, na década de 1970.  Logo no início da carreira como escritora ganhou o Prêmio João de Barro pela obra Bitolinha.
Além de escrever, Eliana Sabino dedica-se também ao trabalho de tradutora. É dela a tradução dos dois primeiros livros da série His Dark Materials, do britânico Philip Pullman.Eliana Sabino nasceu em Belo Horizonte e ainda pequena foi morar em Nova Iorque , e  depois se transferiu para o Rio de Janeiro.